# Estasi di un delitto
Estasi di un delitto (Ensayo de un crimen) è un film del 1955 diretto da Luis Buñuel.
Buñuel, partendo da un romanzo di Rodolfo Usigli, traccia un'originale narrazione intrisa di humour nero, sull'impulso omicida e sulle frustrazioni derivanti dall'educazione cattolica, presa letteralmente in giro dal grande maestro del surrealismo.
Il film, oggi inserito anche tra i 100 migliori film messicani di sempre fu definito da Alberto Moravia una "allegoria trasparente dell'impotenza sessuale".

## Trama
Alessandro De la Cruz, soprannominato Alex, è il piccolo figlio di una facoltosa famiglia messicana durante il periodo in cui nel Paese è in corso la rivoluzione. La sua giovane istitutrice inventa una storia con la quale attribuisce poteri malefici ad un carillon con cui la mamma ha appena permesso al bambino di giocare. Alex si convince delle capacità del carillon dal momento in cui, invocandone l'intervento, la sua istitutrice è colpita da un proiettile vagante proveniente dalla rivolta scoppiata per strada, e cade morta di fronte a lui.
Ritroviamo Alessandro adulto convalescente in una clinica. Un banale rifiuto durante una conversazione con una suora infermiera innesca in lui un istinto omicida. La minaccia con un rasoio ma prima che possa raggiungerla, la suora in preda al terrore fa un salto nel vuoto schiantandosi al suolo senza vita.
Le indagini portano rapidamente a concludere che si sia trattato di una disgrazia ma, a sorpresa, Alessandro De la Cruz si presenta per confessare questo delitto e, insieme, altri delitti, dei quali è pronto a raccontare tutto in una lunga deposizione/flashback che costituisce il corpo del film.
Alessandro racconta di un'esistenza sempre in bilico tra una condotta retta e rispettabile e una potenziale vocazione criminale che in qualche maniera è innescata dal famoso carillon, all'epoca depredato con il resto della casa dai rivoltosi proprio poco dopo aver causato la morte dell'istitutrice, e ritrovato intatto da un antiquario poche settimane prima.
Cosciente di poter tenere a freno gli istinti insani se affiancato da una donna pura e virtuosa, Alessandro fa la corte alla giovane Carlota alla quale si dichiara denunciando tutte le sue debolezze, ma la ragazza pur non rifiutando prende del tempo.
Nel frattempo conosce la provocante Patricia che stimola di nuovo i suoi istinti e che si salva giusto in tempo riconciliandosi improvvisamente col suo compagno col quale poi torna ad avere un litigio furibondo, che stavolta la spinge a suicidarsi.
Un altro incontro, con la bella Lavinia risveglia insieme sentimenti teneri e omicidi. Anche lei scampa per poco al peggio, e ad Alessandro non resta che sfogarsi con il manichino/sosia della giovane modella che viene cremato nel forno del suo laboratorio di ceramista.
Carlota nel frattempo scioglie i suoi dubbi e conclude la scabrosa relazione clandestina con l'architetto, sposato con figli. Alessandro ne è informato alla vigilia delle nozze e pianifica freddamente l'omicidio della sua futura moglie ma viene preceduto dall'architetto, incapace di accettare il distacco dalla giovane amante.
La deposizione termina ed il commissario si limita a congedare il signor De la Cruz che non è incriminabile per il solo motivo di veder realizzati i propri desideri omicidi.
Alessandro ha in qualche modo espiato le sue colpe confessandosi ma non si sente ancora libero dall'invisibile giogo che lo costringe a pensieri malsani. Così, tornato a casa, prende il carillon malefico e lo getta in un lago. Si sente già rinascere ma il compimento della sua definitiva liberazione si ha dopo aver visto Lavinia, con la quale c'è subito grande intesa e complicità. Getta il bastone, il passato e si incammina con lei verso un futuro senza più ombre.

## Curiosità
- L'attrice che impersona Lavinia, Miroslava Stern, di origini cecoslovacche, ebbe per la prima volta dopo dieci anni di carriera cinematografica un ruolo di rilievo. Ma fu anche l'ultimo. Pochi giorni dopo la fine delle riprese si suicidò, pare per motivi sentimentali.
- Due film ritraggono scene tratte da Estasi di un delitto: Carne trémula di Pedro Almodóvar e Crimen perfecto - Finché morte non li separi di Álex de la Iglesia.
- La scena del protagonista con la bambola di ceramica è ripresa in La camera verde di Truffaut.